# Воздушная разведка России
Воздушная разведка — формирования ВВС России, занимающиеся авиационной разведкой. 
Российская воздушная разведка — одна из старейших в мире и начала действовать еще в 1911 году. 

## История
Воздушная разведка в России была создана в 1911 году в составе Императорских ВВС России. С 1912 года по 1913 год, во время Первой Балканской войны, российские авиационные части под командованием капитана Щетинина вместе с Болгарией выполняли задачи воздушной разведки с использованием фотографий крепостей, использовавшихся воздушной разведкой.
В Первую мировую войну Воздушная разведка начала действовать как самостоятельное подразделение ВВС.
Во время Великой Отечественной войны 12 % советских самолётов выполняли разведывательные задачи. С обострением боевых действий усилилась и интенсивность воздушного патрулирования. В 1941 году количество патрульных самолётов составляло 9,2 %, в 1944 году — 15 %. Воздушная разведка не только собирала данные о противнике, но и дополняла и документировала данные о других видах разведки для использования Красной Армией. Воздушная разведка часто было единственным средством получения данных о противнике для военного командования. Воздушная разведка в годы войны велась двумя способами: визуальным наблюдением и воздушным фотографированием. При этом если в 1941 году на воздушное фотографирование приходилось немногим более 10 % от всех разведвылетов, то в 1945 году этот показатель превысил 86 %. Слабым звеном отечественной разведывательной авиации было отсутствие в годы войны специализированного самолёта-разведчика. Во время холодной войны действовала в составе советских ВВС.
После распада СССР служба воздушной разведки сотрудничала с силами радиоэлектронной борьбы и совместно управляла российскими БЛА.